# BeeSat
BeeSat è un picosatellite sviluppato all'Università tecnica di Berlino. È stato progettato rispettando i parametri dello standard CubeSat, perciò le sue dimensioni esterne sono di 10×10×10 centimetri e una massa di circa 1 chilogrammo. Obiettivo del satellite è testare tecnologie che sono disponibili già da molto tempo per i satelliti di grosse dimensioni ma che non erano mai state installate su un picosatellite, in particolare delle ruote di reazione miniaturizzate. Nel 2013 sono stati lanciati altri due satelliti, successori di BeeSat: Beesat-2 e Beesat-3.
BeeSat è stato lanciato il 23 settembre 2009 con un vettore indiano PSLV e inserito in un'orbita eliosincrona.

## Parametri tecnici

### Sistema di approvvigionamento energetico
L'energia elettrica per il funzionamento del satellite è fornita da celle solari a tripla giunzione all'arseniuro di gallio. Al termine della vita utile prevista, la potenza minima generata dalla luce solare sarà di circa 1,36 watt, mentre il consumo medio stimato del satellite è di 0,5 watt.

### Sistema di controllo d'assetto
Su ciascun lato del satellite è presente un sensore di luce solare mediante i quali un dispositivo è in grado di determinare la posizione del Sole rispetto al satellite. Due sensori del campo magnetico a tre assi misurano il campo magnetico terrestre. Misurando il campo magnetico terrestre e l'intensità della luce solare, il satellite è in grado di determinare la propria posizione. In aggiunta, tre giroscopi disposti perpendicolarmente tra loro possono essere utilizzati per determinare l'assetto. Per mezzo di ruote di reazione si può poi modificare la posizione del satellite e farlo ruotare verso l'obiettivo. Per desaturare le ruote di reazione vengono utilizzati 6 solenoidi.

### Computer di bordo
I calcoli più complessi del software di bordo (principalmente quelli del sistema di controllo di assetto) sono svolte con due microcontrollori ridondanti ARM-7 con una velocità di clock di 60 MHz. È presente una memoria interna di 16 MB. Il computer di bordo registra 48 dati analogici sulla telemetria del satellite e li memorizza in una memoria di 4 MB.

### Sistema di comunicazione
Il satellite invia il segnale di chiamata DP0BEE nella banda dei 70 centimetri a 436 MHz. La potenza di trasmissione è di 0,5 W alla velocità di downlink tra 9600 e 4800 bit/s. L'uplink avviene in half-duplex a 4800 bit/s. Inoltre è presente un ripetitore per radioamatori.

### Telecamera
È presente anche una telecamera le cui immagini vengono sia inviate a Terra, sia utilizzate come ulteriore strumento per determinare la posizione. La telecamera possiede un sensore di 640×480 pixel con filtro a schema Bayer. Le immagini vengono compresse con rapporto di compressione variabile.